# マシュー・パール
マシュー・パール (Matthew Pearl、10月2日 - ）はアメリカ合衆国の教育家・作家。

## 経歴
- 1997年 - ハーバード大学英米文学科を首席で卒業。
- 1998年 - 自身の研究の成果を評価され、アメリカ・ダンテ協会から“ダンテ賞”を授与される。
- 2000年 - イェール大学ロー・スクールを修了。
- 2003年 - 『ダンテ・クラブ』で小説家デビュー。40以上の言語に翻訳され、ベストセラーとなった。

現在は、ハーバード・ロー・スクールやエマーソン大学法学部で客員講師を務めている。2006年5月23日にエドガー・アラン・ポーの死を題材にした2作目『ポー・シャドウ』を発表した。

## 作品リスト
- 『ダンテ・クラブ』（The Dante Club (2003)、鈴木恵訳、新潮社） 2004、のち新潮文庫（上・下） 2007
- 『ポー・シャドウ』上・下（The Poe Shadow (2006)、鈴木恵訳、新潮文庫） 2007